# Koktél (film, 1988)
A Koktél (eredeti cím: Cocktail) 1988-ban bemutatott amerikai romantikus filmvígjáték-dráma Roger Donaldson rendezésében. A főbb szerepekben Tom Cruise, Bryan Brown és Elisabeth Shue látható.
Az Amerikai Egyesült Államokban 1988. július 29-én mutatták be. Bár kritikai szempontból megbukott és négy Arany Málna-jelölésből kettőt megnyert (köztük a legrosszabb filmnek járó díjat is), bevételi szempontból kiemelkedően teljesített.

## Szereplők
| Színész             | Szerep                  | Magyar hang       |
| ------------------- | ----------------------- | ----------------- |
| Tom Cruise          | Brian Flanagan          | Kautzky Armand    |
| Bryan Brown         | Douglas `Doug` Coughlin | Szacsvay László   |
| Elisabeth Shue      | Jordan Mooney           | Hegyi Barbara     |
| Lisa Banes          | Bonnie                  | Balogh Emese      |
| Laurence Luckinbill | Richard Mooney          | Verebély Iván     |
| Kelly Lynch         | Kerry Coughlin          | Farkasinszky Edit |
| Gina Gershon        | Coral                   | Simorjay Emese    |
| Ellen Foley         | Eleanor a pincérnő      | Für Anikó         |
| Andrea Morse        | Dulcy                   | Détár Enikő       |
| Paul Benedict       | Pénzügy tanár           | Dobránszky Zoltán |
| Larry Block         | Bártulajdonos           | Kránitz Lajos     |

## A film zenéje

### Számok listája
1. Starship – "Wild Again" – 4:43
2. The Fabulous Thunderbirds – "Powerful Stuff" – 4:46
3. Robbie Nevil – "Since When'" – 4:01
4. Bobby McFerrin – "Don’t Worry, Be Happy" – 4:46
5. Georgia Satellites – "Hippy Hippy Shake O.S.T." – 1:45
6. The Beach Boys – "Kokomo" – 3:36
7. John Cougar Mellencamp – "Rave On" – 3:13
8. Ry Cooder – "All Shook Up" – 3:30
9. Preston Smith – "Oh, I Love You So" – 2:44
10. Little Richard – "Tutti Frutti" – 2:24

## Fogadtatás

### Bevételi adatok
A Koktél 1988. július 29-én került a mozikba 1404 vásznon, ahol a nyitóhétvégén majdnem 11,8 millió dolláros bevételt ért el, és az első helyen végzett a jegypénztáraknál, megelőzve a hatodik hete műsoron lévő Roger nyúl a pácban, az ötödik hete műsoron lévő Amerikába jöttem és a harmadik hete műsoron lévő Drágán add az életed! című filmeket. Észak-Amerikai mozikban több mint 78,2 millió dollárt hozott, a világ többi részén pedig nagyjából 93,3 millió dollárt keresett, ami világszerte több mint 171.5 millió dolláros összbevételt jelentett.

### Kritikai visszhang
A kasszasiker ellenére a Koktél túlnyomórészt negatív kritikákat kapott a kritikusoktól. A Rotten Tomatoes kritika-gyűjtő oldal szerint 45 kritikusból 41 negatívan és mindössze 4 kritikus vélekedett pozitívan Roger Donaldson filmjéről.

### Fontosabb díjak és jelölések
| Év   | Díj              | Kategória                                     | Jelölt                                                                            | Eredmény |
| ---- | ---------------- | --------------------------------------------- | --------------------------------------------------------------------------------- | -------- |
| 1989 | Golden Globe-díj | Legjobb filmbetétdal                          | The Beach Boys (Scott McKenzie, Mike Love, Terry Melcher, John Phillips) – Kokomo | Jelölve  |
| 1989 | Grammy-díj       | Filmben vagy televízióban hallott legjobb dal | The Beach Boys (Scott McKenzie, Mike Love, Terry Melcher, John Phillips) – Kokomo | Jelölve  |
| 1989 | Arany Málna díj  | Legrosszabb film                              | Producer: Ted Field és Robert W. Cort (Touchstone Pictures)                       | Elnyerte |
| 1989 | Arany Málna díj  | Legrosszabb forgatókönyv                      | Heywood Gould                                                                     | Elnyerte |
| 1989 | Arany Málna díj  | Legrosszabb férfi főszereplő                  | Tom Cruise                                                                        | Jelölve  |
| 1989 | Arany Málna díj  | Legrosszabb rendező                           | Roger Donaldson                                                                   | Jelölve  |

## Fordítás
- Ez a szócikk részben vagy egészben  a   Cocktail (1988 film) című angol Wikipédia-szócikk fordításán alapul.  Az eredeti cikk szerkesztőit annak laptörténete sorolja fel. Ez a jelzés csupán a megfogalmazás eredetét és a szerzői jogokat jelzi, nem szolgál a cikkben szereplő információk forrásmegjelöléseként.

## További információ
- Koktél a PORT.hu-n (magyarul)
- Koktél az Internet Movie Database-ben (angolul)
- Koktél a Rotten Tomatoeson (angolul)
- Koktél a Box Office Mojón (angolul)